# Familia Caffieri
La familia Caffieri fue una familia italiana de escultores activa en Francia en los siglos XVII y XVIII.

## Miembros de la familia
- Philippe Caffieri (Roma 1634-1716), entre sus hijos estaban
  - François-Charles Philippe Caffieri (Francesco Carlo Caffieri) (1667–1721), hermano mayor, asociado con el trabajo de su padre y escultor para barcos
  - Jacques Caffieri (1678-1755), quinto hijo; entre sus hijos estaban
    - Philippe Caffieri (1714-1774)
    - Jean-Jacques Caffieri (1735-1792)